# Lars Olsgren
Lars Olsgren, född 17 september 1927 i Falun, död 6 februari 2020, var en svensk jurist som var lagman i Härnösands tingsrätt från 1982 till 1993.
Olsgren blev juris kandidat vid Uppsala universitet 1953 och genomförde tingstjänstgöring 1953–1956, innan han blev fiskal vid Svea hovrätt 1957. Han blev rådman i Sundsvalls rådhusrätt 1965 (Sundsvalls tingsrätt från 1971) och var rådman i Härnösands tingsrätt 1972–1982 och lagman i denna 1982–1993.
Eriksson var son till förvaltare Carl-Fredrik Olsgren och hans maka Margit, född Forsström. Han var gift från 1972 med Katarina, född Östman 1939